# メープル街道

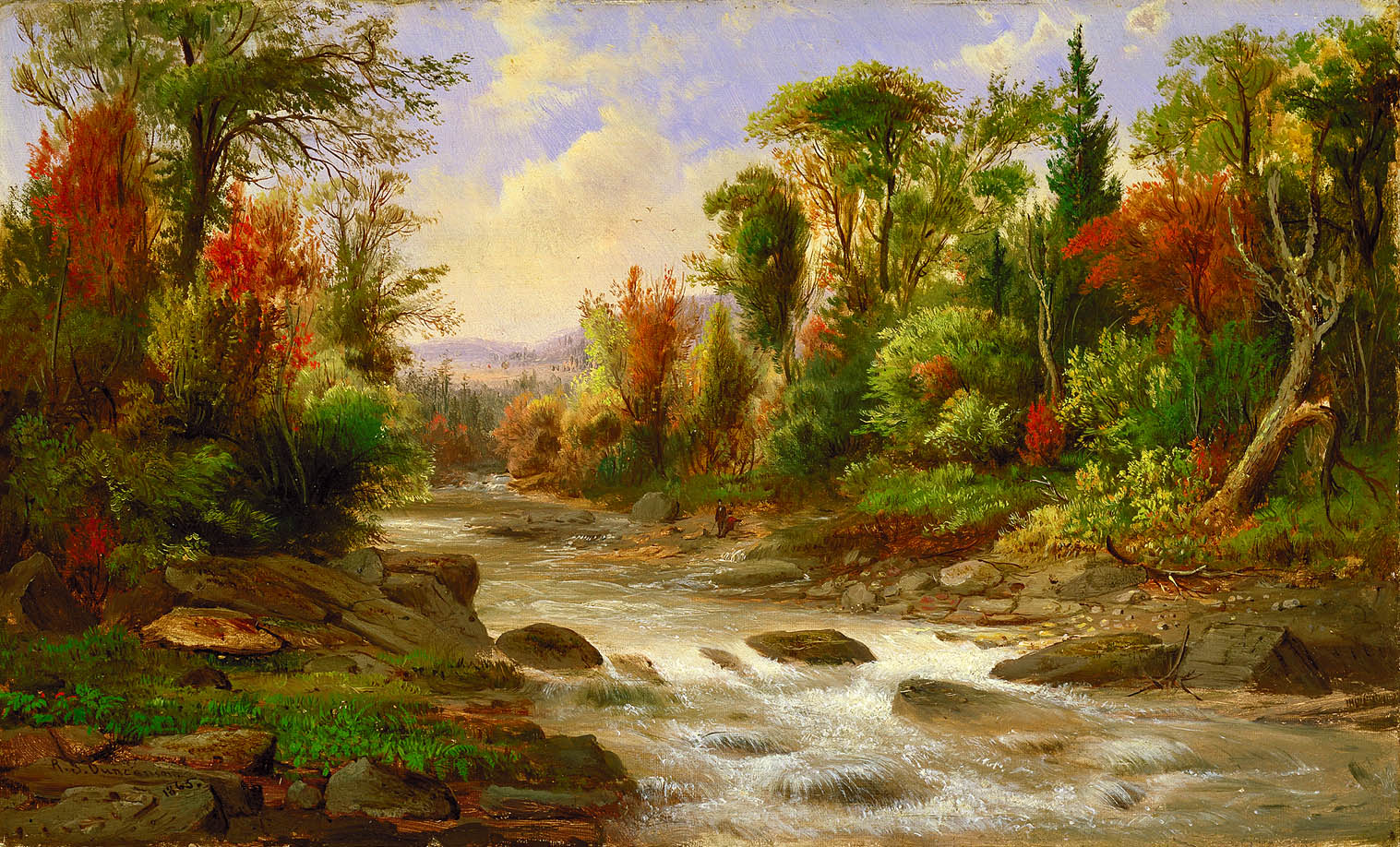
カナダ東部セントアン川　ロバート・スコット・ダンカンソン画

メープル街道は、カナダのナイアガラ地域からケベック・シティーへと続く、全長約800kmの観光ルートの通称である。
沿道にカナダ国旗のデザインにもなっているカエデの木が多いことから名づけられ、秋の紅葉の時期は特に美しいことで知られる。現地では「文化遺産の道」（英語: Heritage Highway、フランス語: Route des Pionniers）と呼ばれている。実際、カナダ建国の史跡が多いルートでもある。メープル街道という名称は、ロマンティック街道同様、日本人がつけたといわれる。

## 概要

401号線のルート（赤のライン）

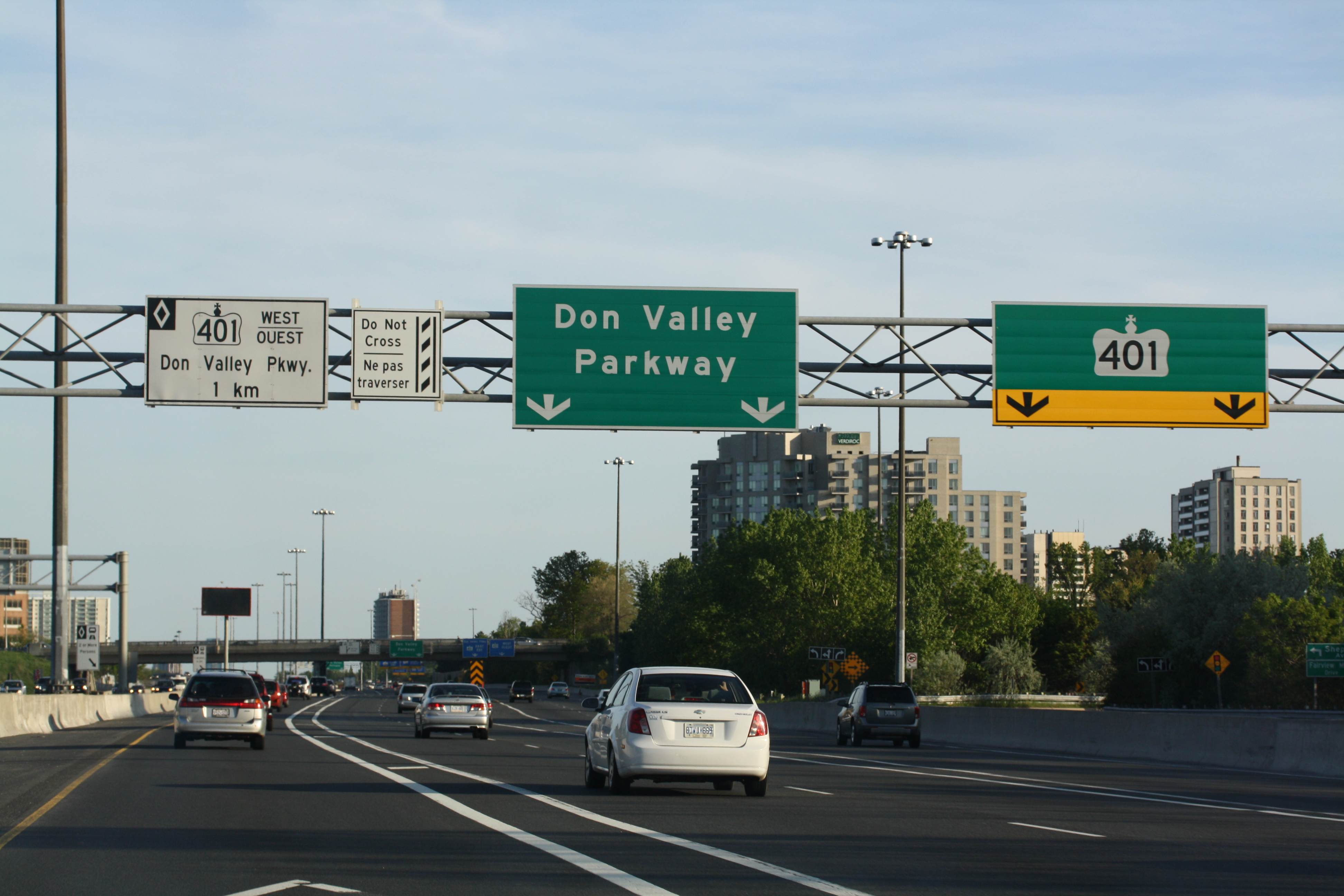
オンタリオ・ハイウェイ401号線

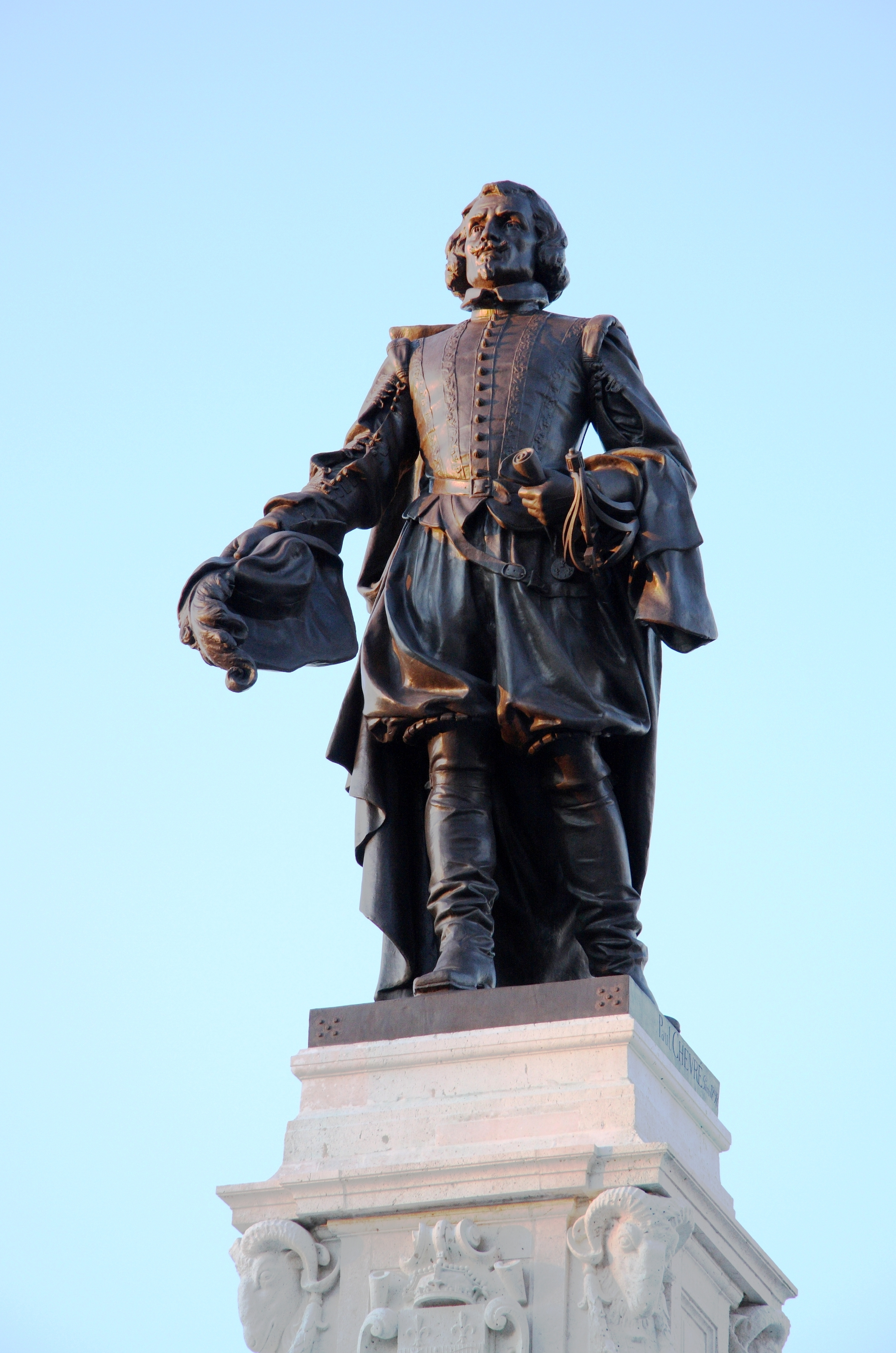
サミュエル・ド・シャンプランの像

秋のメープル街道は、サトウカエデやアカカエデ（アメリカハナノキ）のみならず、オーク、ポプラ、シラカバ、シナノキなどの様々な紅葉もしくは黄葉が、行く道を彩る。ピークは9月下旬から10月上旬である。
トロントからオタワまでは、氷河湖もかなり存在する。キングストンのあたりから、オンタリオ湖の水はセントローレンス川に流れ込むようになる。ここには国立公園「サウザンド・アイランズ」がある。また、オタワからモントリオールの間には、リゾートで有名なローレンシャン高原がある。ここの紅葉も美しい。ケベック州の都市は、古くは、毛皮の交易や巡礼により発展し、カナダの中では歴史がある地域で、石造りの建物が多い。

特定の道路がメープル街道として決められているわけではないが、それに近い道として、オンタリオ湖のすぐ北を走るオンタリオ・ハイウェイ401号線が、ウィンザーからケベック州まで走っている。このハイウェイは、ケベック州に入ると、国道20号線に変わる。

## 命名
1970年代の日本の海外旅行市場ではバンクーバーとのバンフ・ジャスパーなどカナディアン・ロッキーの西部カナダが売れ始めていた一方で、アメリカとの国境に位置するナイアガラの滝はアメリカ旅行の目玉観光地と目されるなど、東中央部カナダは日本の海外旅行市場において依然認知されていなかった。

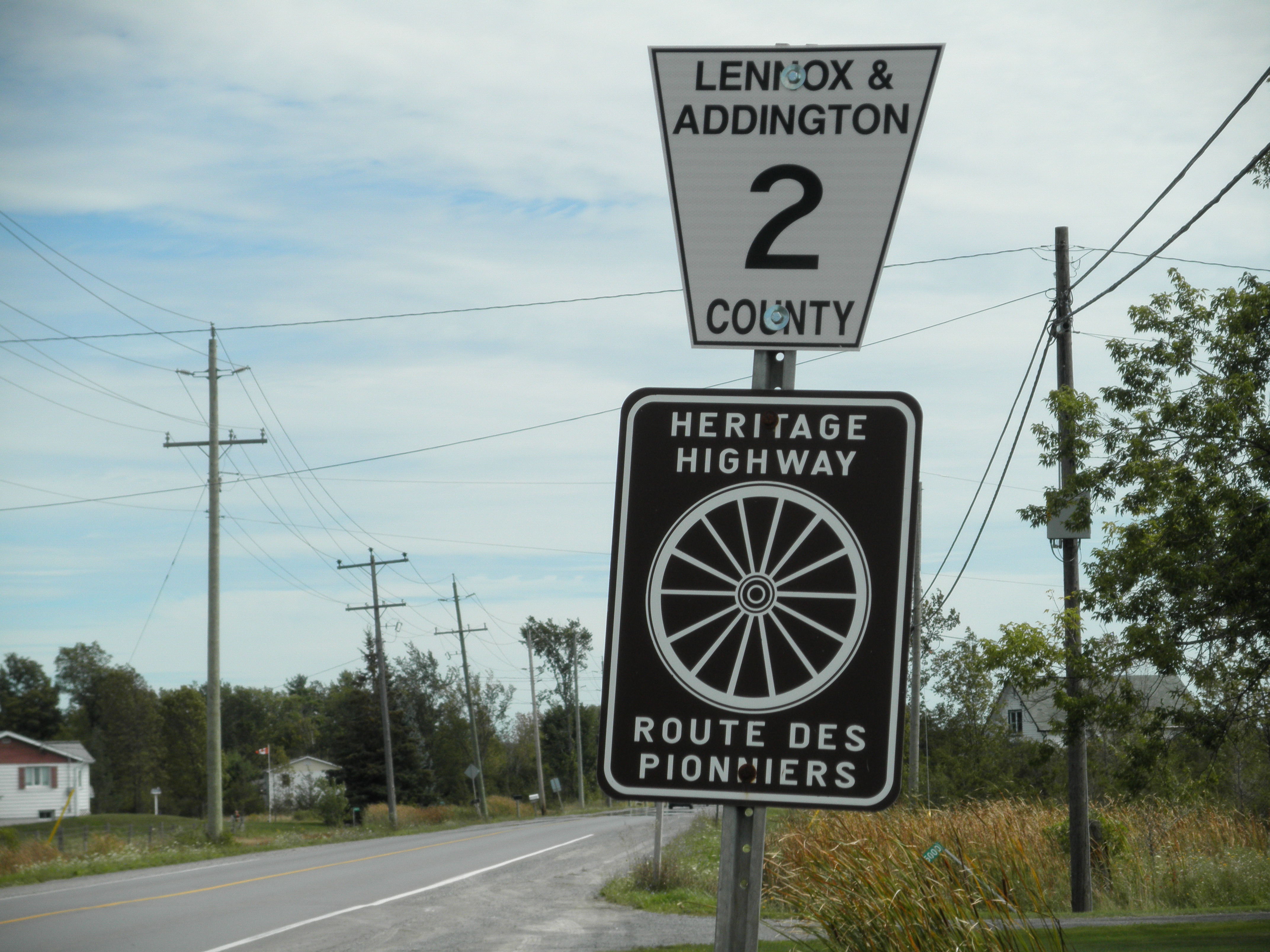
ヘリテージ・ハイウェイの標識

当時6月から9月の夏季の観光地とされていたカナダへの旅行時期を秋にまで拡大したい、また観光ルートをオンタリオ州やケベック州まで拡大したいと画策した日本の旅行会社プレイガイドツアーでは、オンタリオ州のパンフレットに掲載された「ヘリテージ・ハイウェイ」というコースに着目。ナイアガラフォールズからトロント、キングストン、オタワ、モントリオールを経てケベックシティーに至るまで見どころが点在し、特に秋の9月下旬から10月中旬にかけてはトロントの北に位置するマスコーカ地方やアルゴンキン州立公園、オタワ北部のガティノー公園、モントリオール郊外のローレンシャン高原のカナダの紅葉3大名所が存在する約800㎞のルートの魅力が「ヘリテージ・ハイウェイ」では伝わらないと考えた同社では、より印象的であり地域の特性を捉えた総称として「メープル街道」の名称を新たに考案、1983年に発表した。
大型観光地の新規開発は1社の手に余る、旅行需要の喚起から大きな市場形成に至るには中堅から大手の旅行会社の力が不可欠と考えた同社ではあえて「メープル街道」の商標登録を行わず、カナダ政府，オンタリオ州政府、ケベック州政府、カナダ太平洋航空と同社の5者による大型キャンペーンを展開する一方で、「メープル街道」を織り込んだ旅行商品の企画を旅行業界全体に働きかけるようカナダ太平洋航空や政府観光局に依頼した。その結果、「メープル街道」は数年のうちに「夏のロッキーから秋のメープル街道にシフトした」とも称されるほどカナダ旅行の売れ筋商品となり、1990年代に入ると春から秋を通じて人気コースとなって特に秋季にはホテル予約も難しいほどの大きな市場を確立することとなった。

## 沿線の都市と観光地
ナイアガラフォールズ
エリー湖からオンタリオ湖にそそぐナイアガラ川の滝。世界的に有名で、滝に近づくことのできる霧の乙女号を始め、様々なアトラクションやショッピングが楽しめる。
トロント
オンタリオ州州都であり、カナダ最大の都市である。先住民の言葉「トランテン」が語源である。元々はフランス領だったが、英仏による七年戦争でイギリス領となり、その時に州都に定められた。北アメリカ屈指の多民族都市である。
キングストン
海上防衛の要の都市として栄えた。1841年から1843年までカナダの首都がおかれたこともある。その当時の建物は、今は博物館や市庁舎として活用されている。
ガナノクェ
キングストンから少し下ると、ガナノクェである。ここからサウザンド・アイランズへの便がある。その名の通り、大小さまざまな島々が浮かぶ絶景の地である。かつて先住民は、ここを、偉大な精霊の庭と呼んだ。
オタワ
カナダの首都である。オタワ川で、カナダ国内の英語圏とフランス語圏が分かれる。フランス語圏は、オタワ川の向こうのガティノーからフランス語圏が始まり、一方、国会議事堂等の首都機能は英語圏の方にある。オタワとは、先住民の言葉で「交易」を意味し、毛皮の交易地であった。1857年に、当時の仮想敵国アメリカからも離れていて、イギリス系とフランス系、それぞれの居住地の境界にあるため、ヴィクトリア女王がこの地を首都と定めた。
モンテベロ
オタワの東約70キロにある。サミットG7（当時）会場にもなったフェアモント・シャトー・ホテルやゴルフ場、テニスコートなどもあって、高級リゾートとなっている。周囲にある公園では、放し飼いのバイソンやムースを、車から見ることができる。
モントリオール
人口350万の、カナダ第二の都市である。ここも毛皮の取引で発展した。公用語はフランス語で、特に、石畳の旧市街はフランスの色彩が強い。
トロワ・リヴィエール
モントリオールと、ケベック・シティーとの大体真ん中辺りに位置している。ケベック・シティーに次ぐ歴史があり、セントモーリス川が、河口で3本に分かれているため「3つの川」を意味するこの名がつけられた。ここの街路樹はサトウカエデである。
ケベック・シティー
セントローレンス川の幅が狭くなったところであるため、先住民の言葉で「狭い水路」を意味する「ケベック」の名がついた。
北米唯一の城塞都市でもある。フランス人探検家サミュエル・ド・シャンプランがこの地に住み着いたことで、フランスの植民地となり、やはり毛皮貿易で栄えたが、七年戦争でフランス軍が敗れ、イギリス領となった。しかし、フランス系が多かったため、文化面ではフランスの影響が保たれた。2つの旧市街は、いずれも、1985年に、ユネスコの世界遺産に登録されている。
イースタン・タウンシップス
モントリオールの東にあるシャーブルックから南の一帯をこう呼ぶ。アメリカ独立戦争時、イギリス支持の王党派が多く移住してきて、元々いたフランス系住民と共存し、独自の雰囲気が生まれた。果樹園や麦畑、トウモロコシ畑が点在し、またワイナリーもある。平地が多く、ハイキングやキャンプ、サイクリングが人気スポーツである。
ローレンシャン
モントリオール北部にある高原で、以前は結核患者の保養地だったが、現在はリゾートとなっている。メープル街道でも特に人気があるうえに、乗馬やハイキング、冬は犬ぞりやスキーもできる。湖も多く、カヌーやヨット、クルーズも盛んである。

## ギャラリー

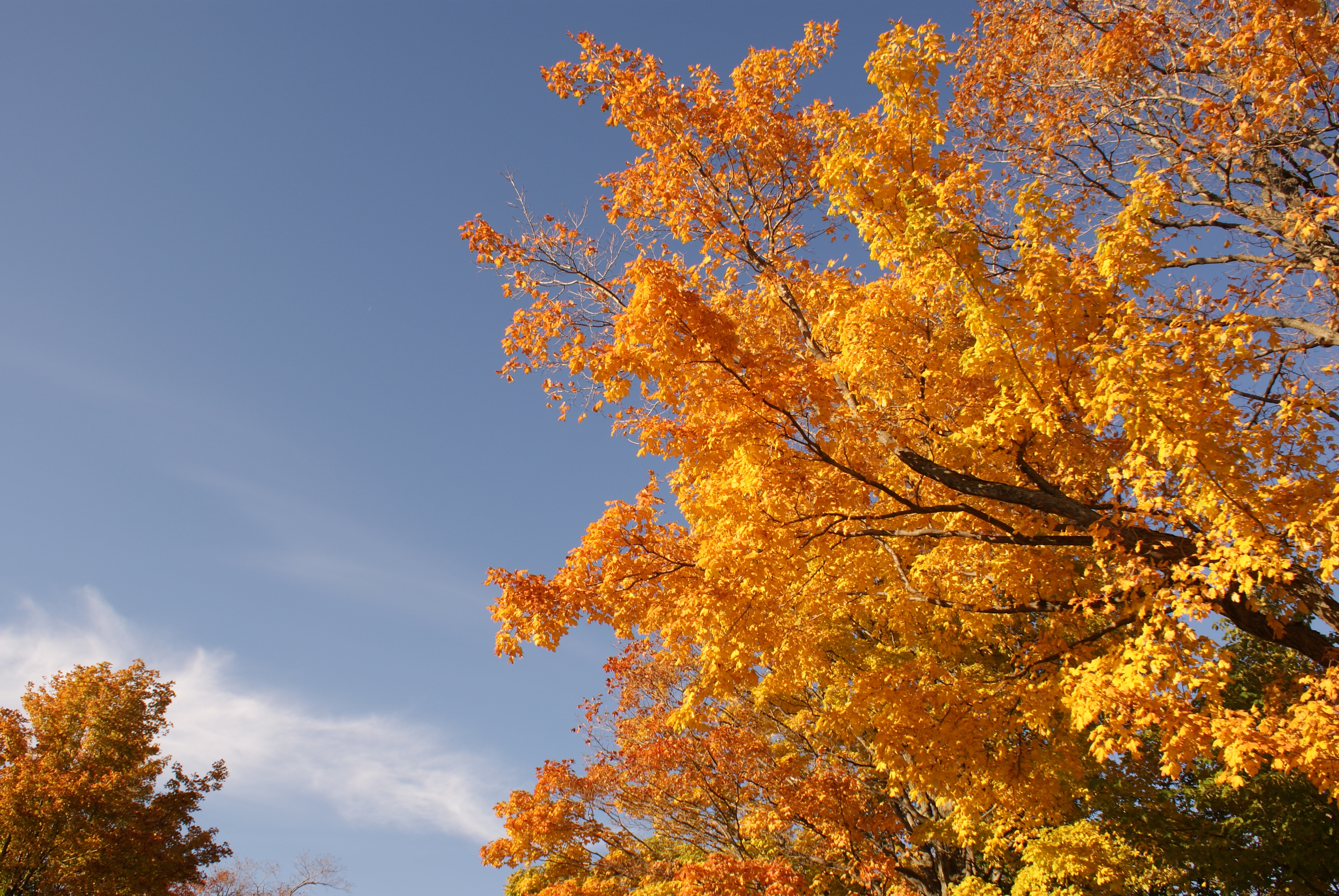
モノクリフ州立公園（オンタリオ州）
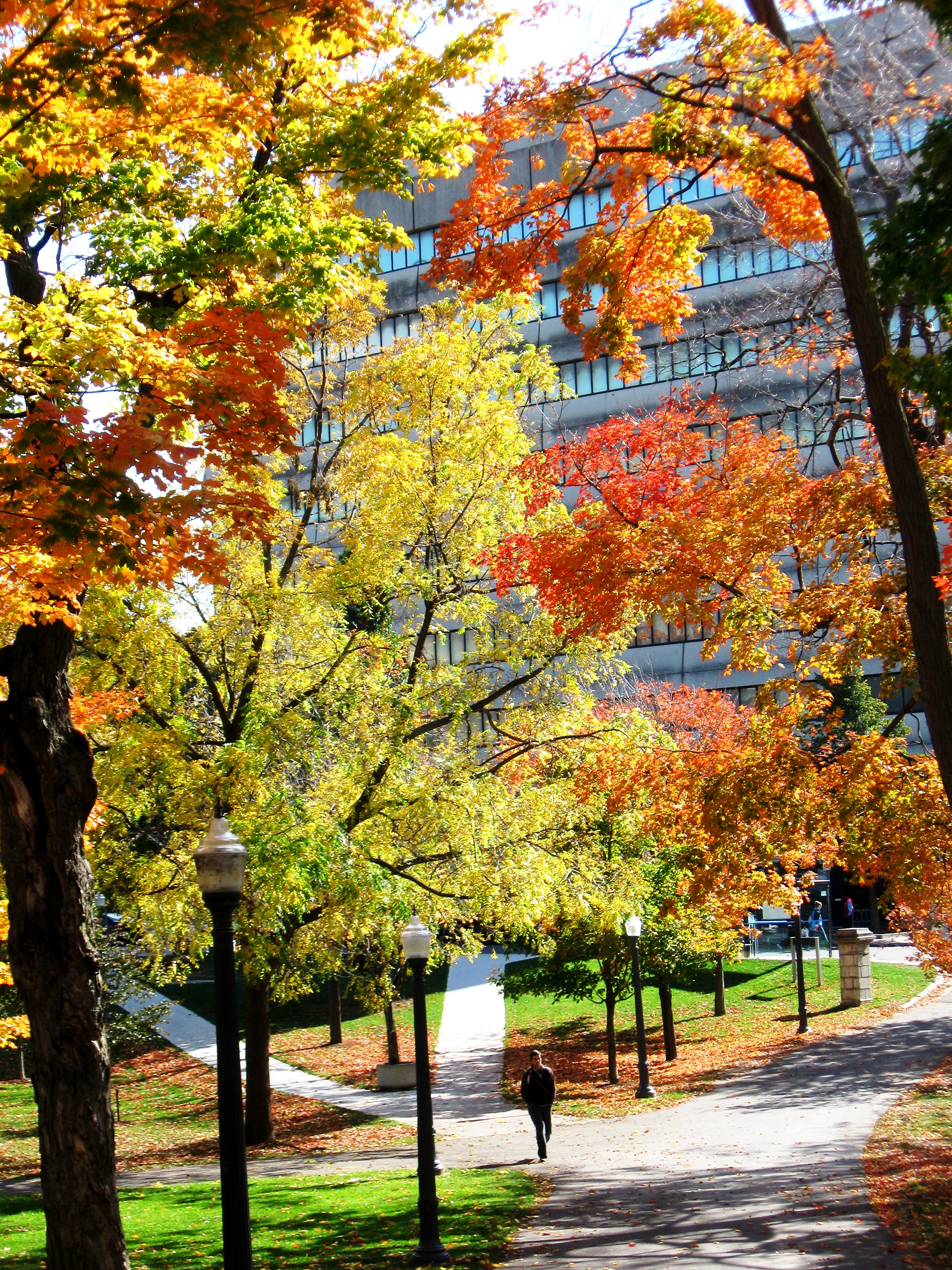
クイーンズ大学（キングストン）
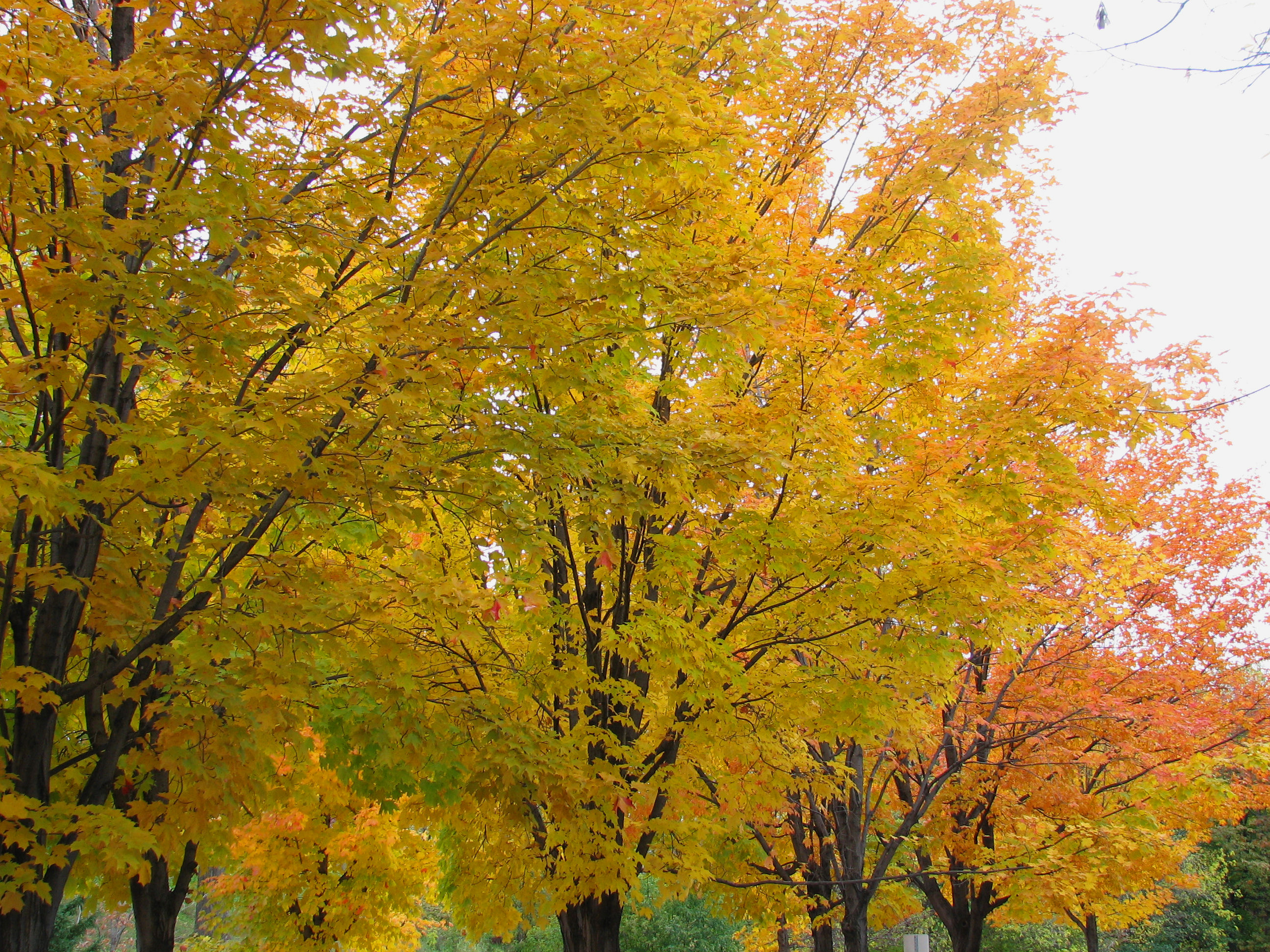
ダッチーズホールパーク、オタワ
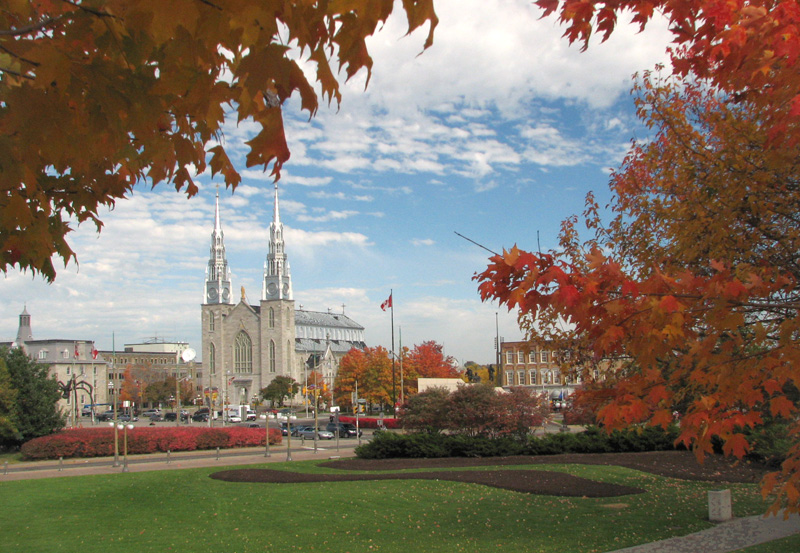
メイジャーズヒルパーク、オタワ
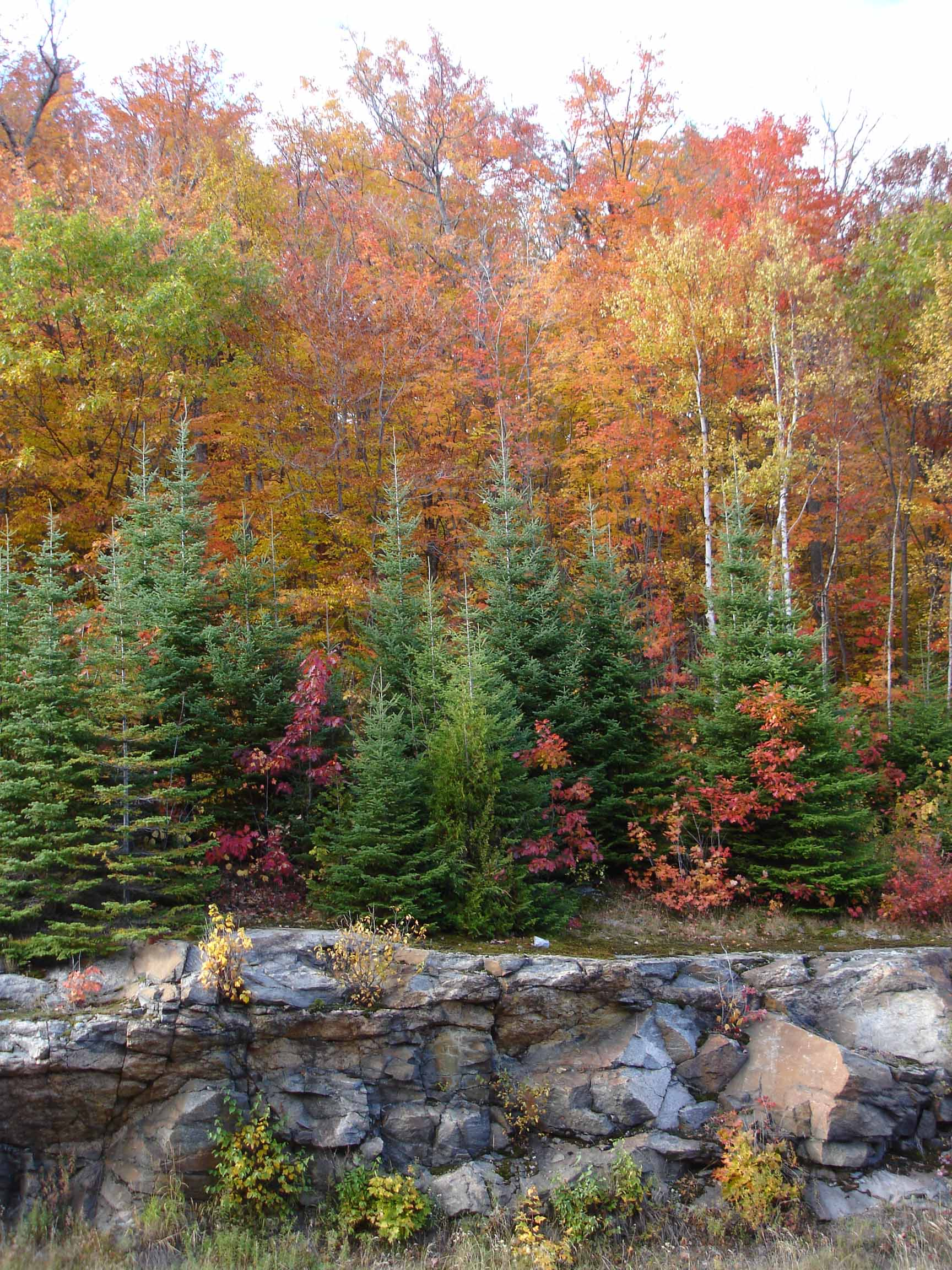
アルゴンキン州立公園（国定史跡）
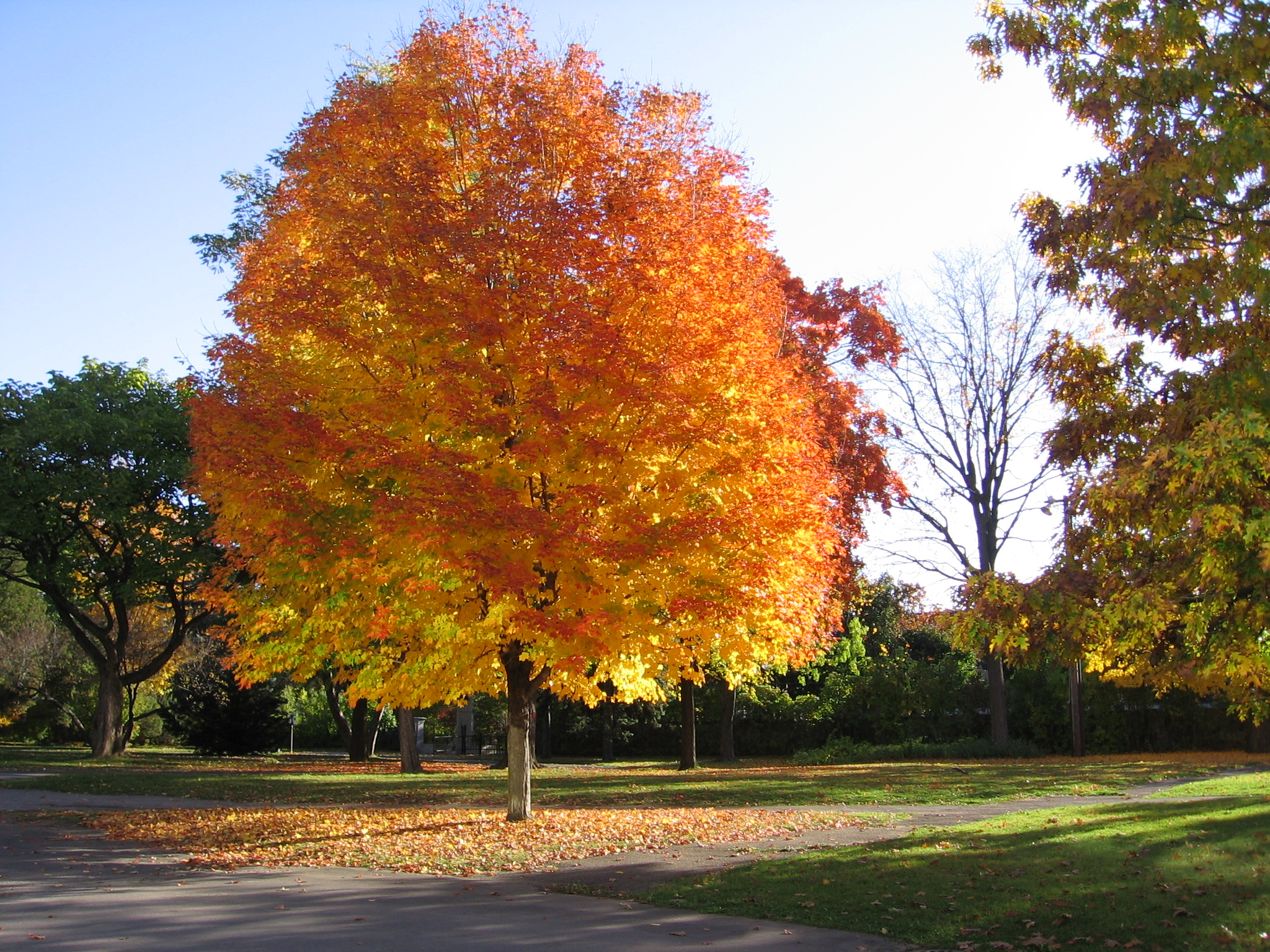
秋のモントリオールのカエデ
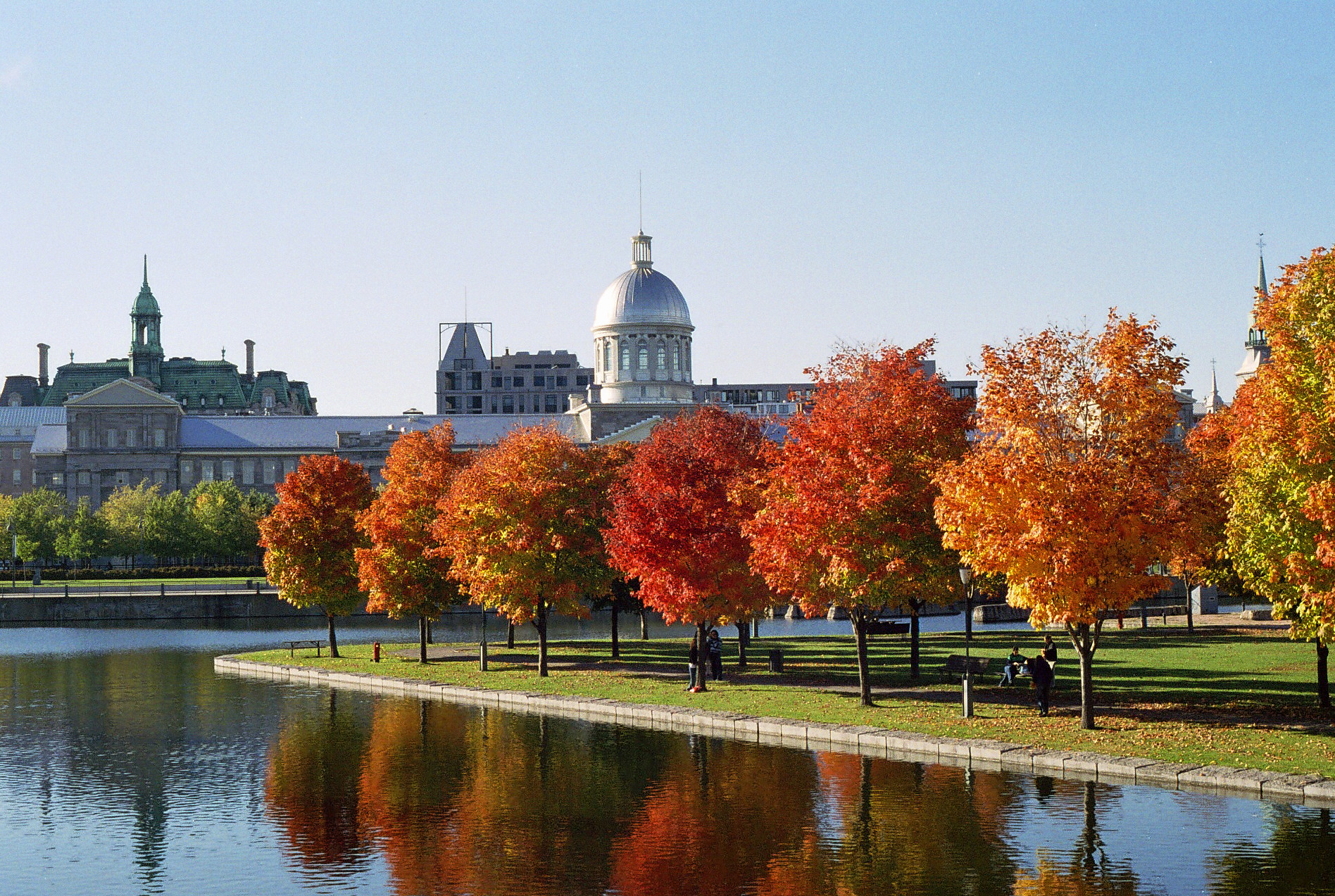
モントリオールの並木の紅葉
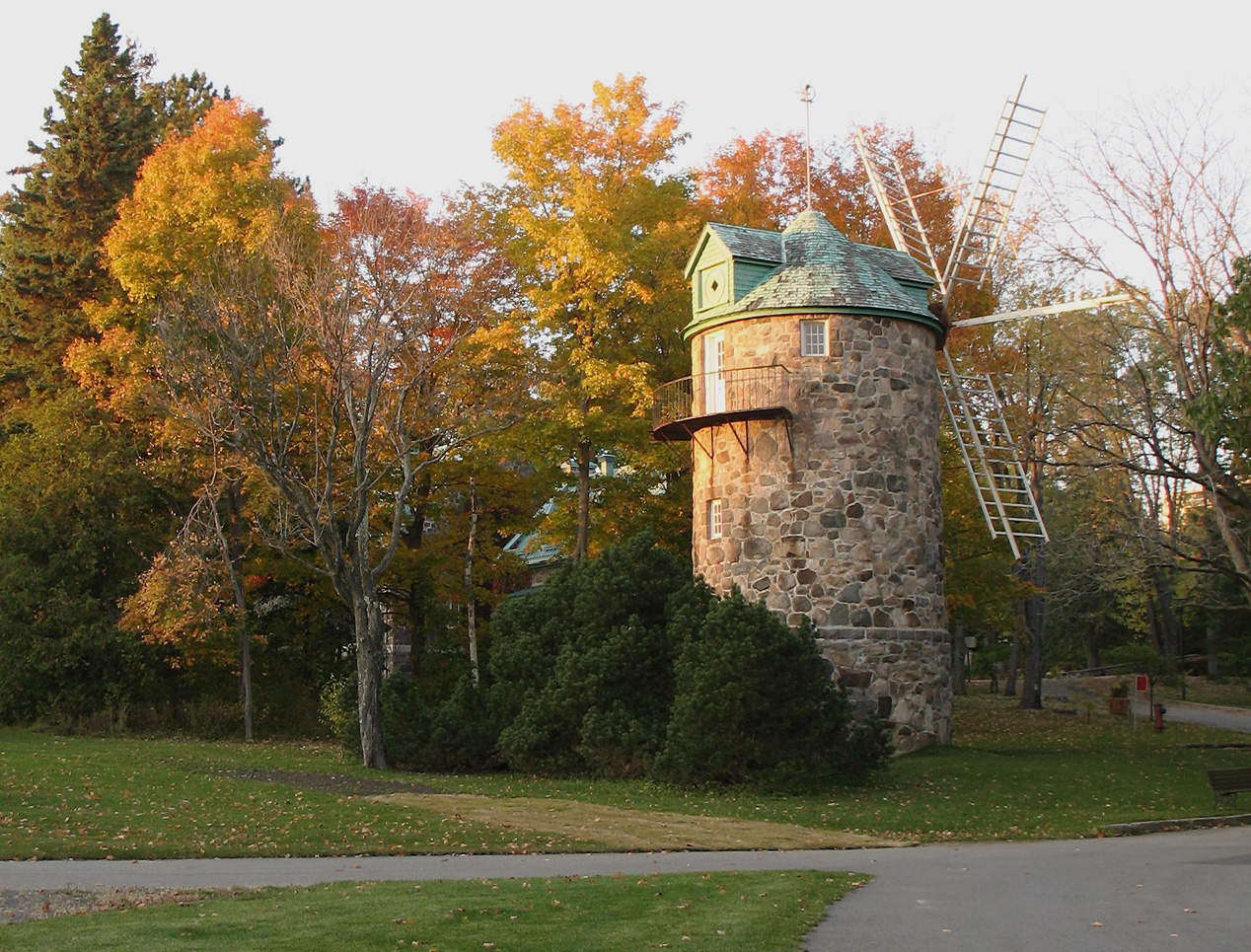
ケベックのパルク・デ・ムーラン
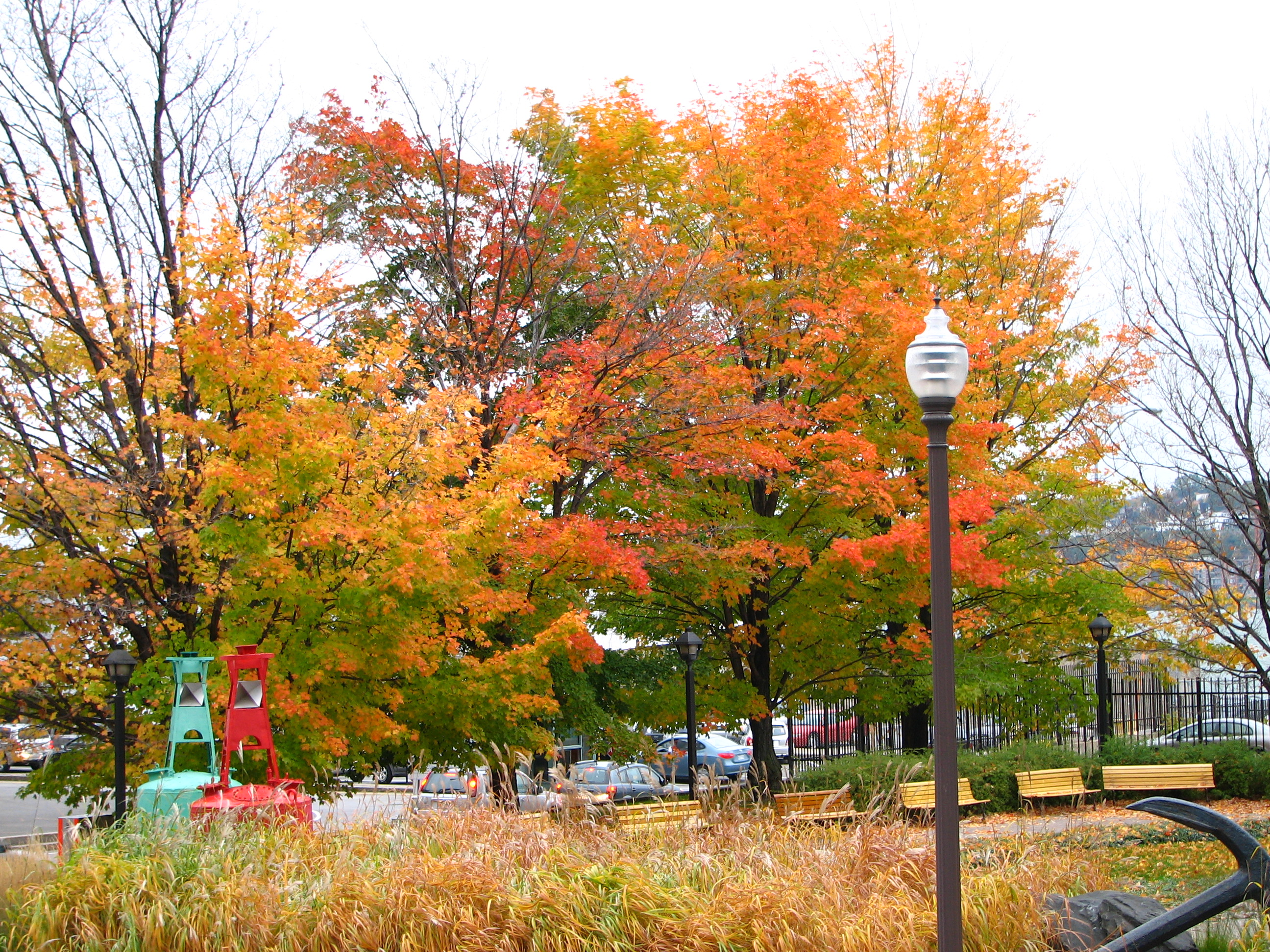
ケベック・シティーのカエデの木々
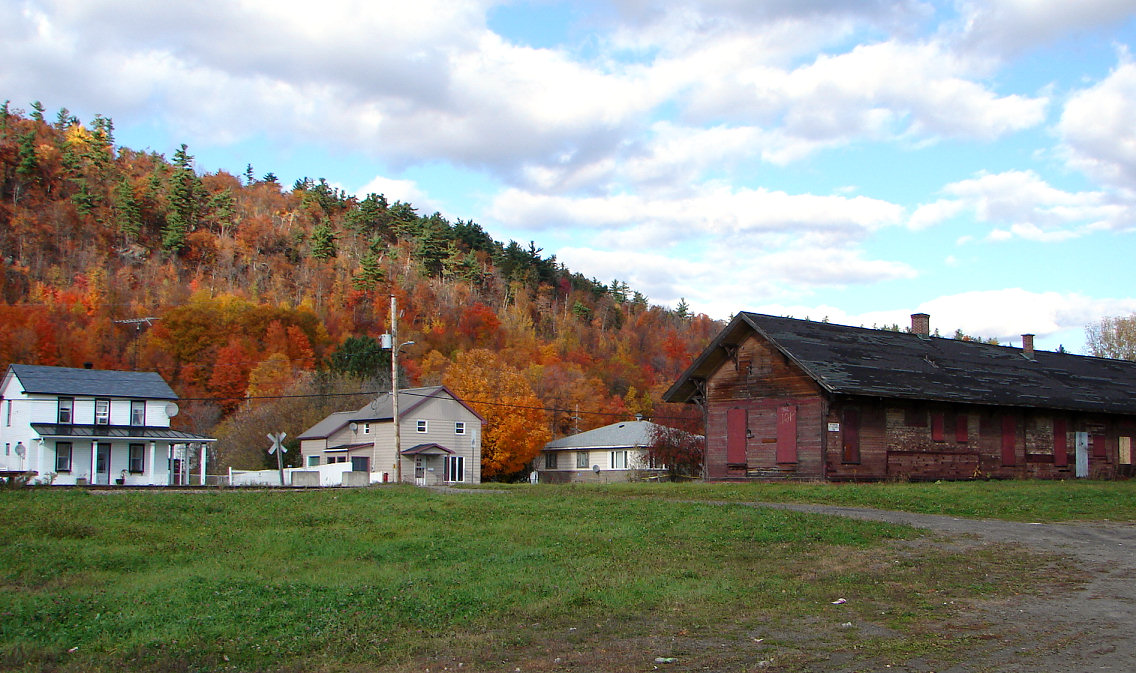
ローレンシャン地方カルム